# Ammoxenus psammodromus
Espèce
Synonymes
- Ammoxenus multosignatus Simon, 1910

Ammoxenus psammodromus est une espèce d'araignées aranéomorphes de la famille des Gnaphosidae.

## Distribution
Cette espèce se rencontre au Botswana, en Namibie et en Afrique du Sud,.

## Description
La femelle holotype mesure 5 mm.
Le mâle décrit par Benoit en 1972 mesure 3,6 mm et les femelles de 4,9 à 6,0 mm.
Ammoxenus psammodromus est une araignée termitivore.

## Systématique et taxinomie
Cette espèce a été décrite par Simon en 1910.
Ammoxenus multosignatus a été placée en synonymie par Benoit en 1972.

## Publication originale
- Simon, 1910 : « Arachnoidea. Araneae (II). Zoologische und anthropologische Ergebnisse einer Forschungsreise im Westlichen und zentralen Südafrika. » Denkschriften der Medicinisch-naturwissenschaftlichen Gesellschaft zu Jena, vol. 16, p. 175-218 (texte intégral).